# Rubus longus
Rubus longus är en rosväxtart som först beskrevs av Rogers och A. Ley, och fick sitt nu gällande namn av Newton. Rubus longus ingår i släktet rubusar, och familjen rosväxter. Inga underarter finns listade i Catalogue of Life.